# Firefly Studios
Firefly Studios — компанія, яка займається розробкою та виданням відеоігор, заснована 21 квітня 1999 року в Лондоні. Засновники компанії, Саймон Бредбері (англ. Simon Bradbury), Ерік Овеллетт (англ. Eric Ouellette) та Девід Лестер (англ. David Lester), до того працювали разом над такими іграми як Caesar та Lord of the Realms. Компанія має офіси в Шотландії та Сполучених Штатах Америки. Найбільшої популярності Firefly Studios здобула під час розробки серії відеоігор Stronghold.

## Історія
Firefly Studios була заснована в серпні 1999 року Саймоном Бредбері, Девідом Лестером та Еріком Уеллеттом, які познайомилися під час роботи в Impressions Games. Студія випустила свою першу гру, Stronghold, у 2001 році, яка мала критичний та комерційний успіх.
Наступні випуски Stronghold, Stronghold 2 (2005) та Stronghold Legends (2006), отримали погані відгуки та оцінки Metacritic на рівні 63% та 57% відповідно. Остання з серії, Stronghold: Crusader Extreme (2008), отримала середню оцінку 40 відсотків на Metacritic. Приблизно в цей же час студія почала співпрацювати з Firaxis Games, яка випустила CivCity: Rome - гру, яка отримала погані відгуки і стала останньою грою Firefly, опублікованою Take-Two Interactive.
У 2008 році Firefly оголосила, що буде працювати над Stronghold 3, а потім над Crusader II через попит з боку фанатів. Пізніше студія скасувала випуск запланованої гри Dungeon Hero. У 2009 році, коли їх запитали, чи є ще якісь неанонсовані ігри в розробці, окрім Dungeon Hero та Stronghold Kingdoms, студія відповіла, що у них є ще одна гра в розробці. У наступному інформаційному бюлетені йшлося про те, що студія має "щось дуже велике в розробці", що буде показано в 2010 році .
Stronghold 3 була офіційно анонсована 14 травня 2010 р. компанією SouthPeak Games і вийшла в жовтні 2011 року На ігрових сайтах гру критикували за баги. Фанати вказували на різні проблеми, в тому числі на труднощі, пов'язані зі зведенням стін і відсутністю королевича .
Пізніші ігри включали Stronghold Crusader II, продовження їхньої гри 2002 року Stronghold: Crusader. Провідний дизайнер Firefly Studios, Саймон Бредбері, заявив, що ця гра була "нашою улюбленою грою, улюбленою грою наших фанатів і грою, яку ми чекали запустити у виробництво вже кілька довгих років" . Гра спочатку була запланована до випуску на початку 2013 року, але через затримки була випущена лише 23 вересня 2014 року .
Незважаючи на нерівномірний успіх деяких своїх ігор, студія продовжує розробляти нові ігри і на сьогоднішній день продала понад сім мільйонів копій. Серія Stronghold Kingdoms зберігає популярність з більш ніж вісьмома мільйонами зареєстрованих гравців .
Видавець Devolver Digital придбав Firefly Studios 24 червня 2021 року. Хоча Devolver Digital не видала жодної гри Firefly Studios, студія раніше співпрацювала з Gathering of Developers та Gamecock Media Group, співзасновниками яких є засновники Devolver .

## Розроблені відеоігри
| Назва гри                      | Рік випуску | Платформа         |
| ------------------------------ | ----------- | ----------------- |
| Stronghold                     | 2001        | Microsoft Windows |
| Stronghold: Crusader           | 2002        | Microsoft Windows |
| Space Colony                   | 2003        | Microsoft Windows |
| Stronghold 2                   | 2005        | Microsoft Windows |
| CivCity: Rome                  | 2006        | Microsoft Windows |
| Stronghold Legends             | 2006        | Microsoft Windows |
| Stronghold: Crusader Extreme   | 2008        | Microsoft Windows |
| Stronghold 3                   | 2011        | Microsoft Windows |
| Stronghold Kingdoms            | 2012        | Microsoft Windows |
| Stronghold HD                  | 2012        | Microsoft Windows |
| Stronghold: Crusader HD        | 2012        | Microsoft Windows |
| Stronghold Crusader II         | 2014        | Microsoft Windows |
| Space Colony: Steam Edition    | 2015        | Microsoft Windows |
| Dungeon Hero                   | Скасовано   | Microsoft Windows |
| MetaMorph: Dungeon Creatures   | 2017        | Microsoft Windows |
| Stronghold: Warlords           | 2021        | Microsoft Windows |
| Romans: Age of Caesar          | 2021        | Microsoft Windows |
| Stronghold: Definitive Edition | 2023        | Microsoft Windows |